# Ануфриева, Ольга Сергеевна
Ольга Сергеевна Ануфриева (6 ноября 1925 — ?)  — украинская советская деятельница, новатор производства, раскройщица 6-й Киевской обувной фабрики города Киева. Депутат Верховного Совета УССР 6-8-го созывов. Герой Социалистического Труда (9.06.1966).

## Биография
С 1950-х годов — раскройщица 6-й Киевской обувной фабрики города Киева.
Член КПСС.
С 1980-х годов — мастер участка базовой экспериментальной обувной фабрики имени 50-летия Советской Украины города Киева.
Потом — на пенсии в городе Киеве.

## Награды
- Герой Социалистического Труда (9.06.1966)
- орден Ленина (9.06.1966)
- орден Октябрьской Революции (05.04.1971)
- медали